# Horisme incurvaria
Horisme incurvaria är en fjärilsart som beskrevs av Nicolas Grigorevich Erschoff 1877. Horisme incurvaria ingår i släktet Horisme och familjen mätare. Inga underarter finns listade i Catalogue of Life.